# Aleksey Kolesnik
Aleksey Kolesnik (tiếng Belarus: Аляксей Калеснік; tiếng Nga: Алексей Колесник; sinh ngày 17 tháng 8 năm 1999) là một cầu thủ bóng đá Belarus. Tính đến năm 2017, anh thi đấu cho Naftan Novopolotsk.